# Desha County
Das Desha County ist ein County im US-Bundesstaat Arkansas. Der Verwaltungssitz (County Seat) ist Arkansas City.

## Geographie
Das County liegt im äußersten Südosten von Arkansas und grenzt im Osten an den Mississippi River, der die Grenze zum Bundesstaat Mississippi bildet. Das Desha County hat eine Fläche von 2123 Quadratkilometern, wovon 141 Quadratkilometer Wasserfläche sind. Es grenzt an folgende Countys:
| Lincoln County | Arkansas County | Phillips County              |
|                |                 | Bolivar County (Mississippi) |
| Drew County    | Chicot County   |                              |

## Geschichte
Desha County wurde am 12. Dezember 1838 aus Teilen des Arkansas County und des Chicot County gebildet. Benannt wurde es nach Captain Ben Desha, einem Soldaten im Krieg von 1812.

## Demografische Daten
Nach der Volkszählung im Jahr 2000 lebten im Desha County 15.341 Menschen in 5922 Haushalten und 4192 Familien. Die Bevölkerungsdichte betrug 8 Einwohner pro Quadratkilometer. Ethnisch betrachtet setzte sich die Bevölkerung zusammen aus 50,50 Prozent Weißen, 46,33 Prozent Afroamerikanern, 0,35 Prozent amerikanischen Ureinwohnern, 0,30 Prozent Asiaten, 0,03 Prozent Bewohnern aus dem pazifischen Inselraum und 1,73 Prozent aus anderen ethnischen Gruppen; 0,76 Prozent stammten von zwei oder mehr Ethnien ab. Unabhängig von der ethnischen Zugehörigkeit waren 3,16 Prozent der Bevölkerung spanischer oder lateinamerikanischer Abstammung.
Von den 5922 Haushalten hatten 34,6 Prozent Kinder oder Jugendliche im Alter unter 18 Jahre, die mit ihnen zusammen lebten. 46,5 Prozent waren verheiratete, zusammenlebende Paare, 19,9 Prozent waren allein erziehende Mütter, 29,2 Prozent waren keine Familien. 26,9 Prozent aller Haushalte waren Singlehaushalte und in 12,7 Prozent lebten Menschen im Alter von 65 Jahren oder darüber. Die Durchschnittshaushaltsgröße lag bei 2,57 und die durchschnittliche Familiengröße bei 3,10 Personen.
28,9 Prozent der Bevölkerung waren unter 18 Jahre alt, 9,0 Prozent zwischen 18 und 24, 25,2 Prozent zwischen 25 und 44, 22,7 Prozent zwischen 45 und 64 und 14,2 Prozent waren 65 Jahre oder älter. Das Durchschnittsalter betrug 36 Jahre. Auf 100 weibliche kamen statistisch 87,6 männliche Personen und auf 100 Frauen im Alter von 18 Jahren und darüber kamen durchschnittlich 82,9 Männer.
Das jährliche Durchschnittseinkommen eines Haushalts betrug 24.121 USD, das Durchschnittseinkommen der Familien 30.028 USD. Männer hatten ein Durchschnittseinkommen von 29.623 USD, Frauen 18.913 USD. Das Prokopfeinkommen betrug 13.446 USD. 23,6 Prozent der Familien und 28,9 Prozent der Einwohner lebten unterhalb der Armutsgrenze.

## Kultur und Sehenswürdigkeiten

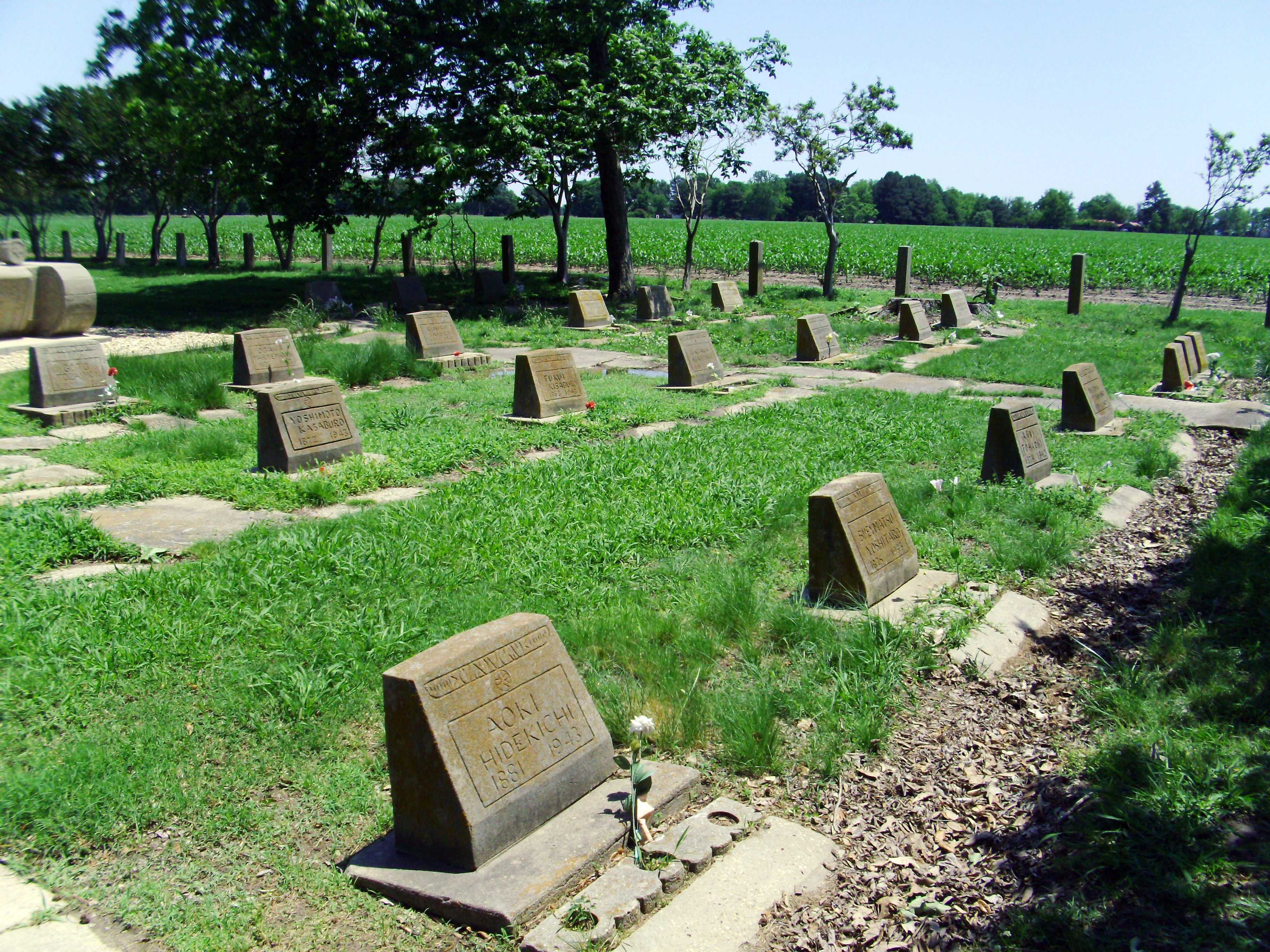
Friedhof im Rohwer War Relocation Center (2014). Der historische Bezirk ist Juli 1992 ein National Historic Landmark.

26 Bauwerke, Stätten und historische Bezirke (Historic Districts) des Countys sind im National Register of Historic Places („Nationales Verzeichnis historischer Orte“; NRHP) eingetragen (Stand 22. Februar 2022), darunter hat das Rohwer War Relocation Center, das nach dem Eintritt der Vereinigten Staaten in den Zweiten Weltkrieg der Internierung japanischstämmiger Amerikaner diente, den Status eines National Historic Landmarks („Nationales historisches Wahrzeichen“).

## Orte im Desha County
Citys
| - Arkansas City - Dumas - McGehee | - Mitchellville - Tillar1 - Watson |

Town
- Reed

Unincorporated Communitys
| - Back Gate - Halley - Kelso - Pea Ridge | - Pickens - Rohwer - Snow Lake - Trippe Junction | - Masonville - Selma - Yancopin |

1 – teilweise im Drew County

weitere Orte
- Benzal
- Deerfield
- Duce
- Knowlton
- Laconia
- Lorays
- Masonville
- McArthur
- Mozart
- Omega
- Pendleton
- Reedville
- Stimson
- Yancopin
- Yukon

Townships
- Bowie Township
- Clayton Township
- Franklin Township
- Halley Township
- Jefferson Township
- Mississippi Township
- Randolph Township
- Red Fork Township
- Richland Township
- Silver Lake Township
- Walnut Lake Township